# فرودگاه مونتوک
فرودگاه مونتوک (به انگلیسی: Montauk Airport) یک فرودگاه همگانی با کد یاتا MTP است که یک باند فرود آسفالت دارد و طول باند آن ۹۸۹ متر است. این فرودگاه در کشور ایالات متحده آمریکا قرار دارد و در ارتفاع ۱٫۸ متری از سطح دریا واقع شده‌است.